# Gandelain
Gandelain est une commune française, située dans le département de l'Orne en région Normandie, peuplée de 416 habitants.

## Géographie
| Ciral                        | Saint-Ellier-les-Bois           | La Roche-Mabile         |
| Lalacelle                    | Gandelain                       | Saint-Denis-sur-Sarthon |
| Lalacelle, Champfrémont (53) | Champfrémont (53), Ravigny (53) | Ravigny (53)            |

### Hydrographie
La commune est située dans le bassin Loire-Bretagne. Elle est drainée par le Sarthon, le Tilleul, le Chandon, la Chênelaire, le ruisseau de la Matrie, le ruisseau de Pas d'ane et  et un autre petit cours d'eau.
Le Sarthon, d'une longueur de 25 km, prend sa source dans la commune de Rouperroux, près du hameau des Carrières, à une altitude de 325 mètres, et se jette  dans la Sarthe en limite de Saint-Céneri-le-Gérei et de Saint-Pierre-des-Nids, face à Saint-Léonard-des-Bois, à une altitude de 117 mètres, après avoir traversé onze communes. Les caractéristiques hydrologiques de le Sarthon sont données par la station hydrologique située sur la commune de Rives d'Andaine. Le débit moyen mensuel est de 1,15 m3/s. Le débit moyen journalier maximum est de 8,97 m3/s, atteint lors de la crue du 28 décembre 2013. Le débit instantané maximal est quant à lui de 10,5 m3/s, atteint le 1er février 2014.

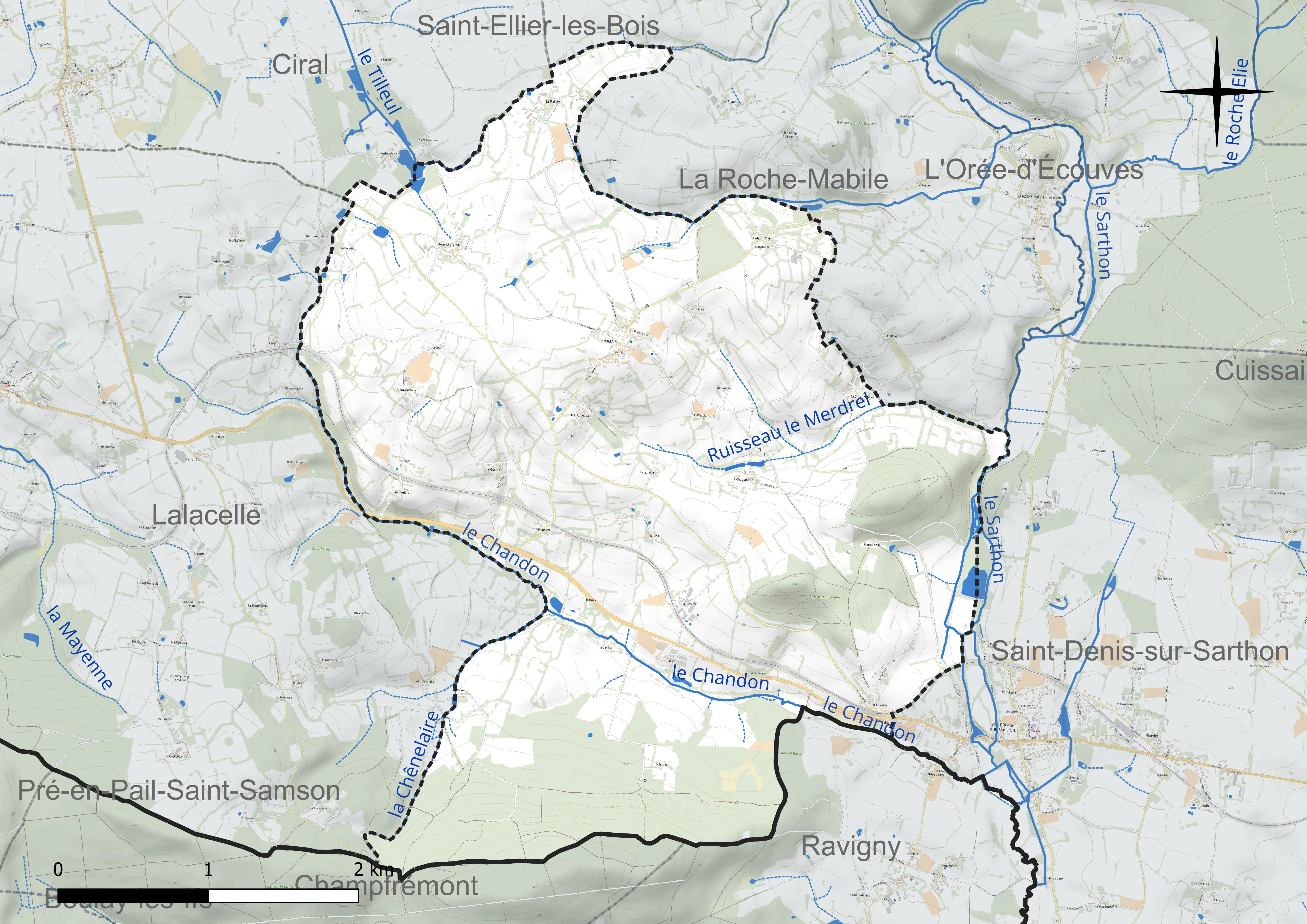
Réseau hydrographique de Gandelain.

Le Tilleul, d'une longueur de 17 km, prend sa source dans la commune  et se jette  dans la Mayenne à Saint-Calais-du-Désert, après avoir traversé quatre communes. 

### Climat
Pour des articles plus généraux, voir Climat de la Normandie et Climat de l'Orne.
En 2010, le climat de la commune est de type climat océanique altéré, selon une étude du CNRS s'appuyant sur une série de données couvrant la période 1971-2000. En 2020, Météo-France publie une typologie des climats de la France métropolitaine dans laquelle la commune est dans une zone de transition entre le climat océanique et le climat océanique altéré et est dans la région climatique Normandie (Cotentin, Orne), caractérisée par une pluviométrie relativement élevée (850 mm/a) et un été frais (15,5 °C) et venté. Parallèlement le GIEC normand, un groupe régional d’experts sur le climat, différencie quant à lui, dans une étude de 2020, trois grands types de climats pour la région Normandie, nuancés à une échelle plus fine par les facteurs géographiques locaux. La commune est, selon ce zonage, exposée à un « climat contrasté des collines », correspondant au Bocage normand, bien arrosé, voire très arrosé sur les reliefs les plus exposés au flux d’ouest, et frais en raison de l’altitude.
Pour la période 1971-2000, la température annuelle moyenne est de 9,9 °C, avec une amplitude thermique annuelle de 14,1 °C. Le cumul annuel moyen de précipitations est de 881 mm, avec 13,2 jours de précipitations en janvier et 7,7 jours en juillet. Pour la période 1991-2020, la température moyenne annuelle observée sur la station météorologique la plus proche, située sur la commune d'Alençon à 14 km à vol d'oiseau, est de 11,3 °C et le cumul annuel moyen de précipitations est de 743,7 mm,. Pour l'avenir, les paramètres climatiques de la commune estimés pour 2050 selon différents scénarios d’émission de gaz à effet de serre sont consultables sur un site dédié publié par Météo-France en novembre 2022.

## Urbanisme

### Typologie
Au 1er janvier 2024, Gandelain est catégorisée commune rurale à habitat très dispersé, selon la nouvelle grille communale de densité à sept niveaux définie par l'Insee en 2022.
Elle est située hors unité urbaine. Par ailleurs la commune fait partie de l'aire d'attraction d'Alençon, dont elle est une commune de la couronne,. Cette aire, qui regroupe 89 communes, est catégorisée dans les aires de 50 000 à moins de 200 000 habitants,.

### Occupation des sols
L'occupation des sols de la commune, telle qu'elle ressort de la base de données européenne d’occupation biophysique des sols Corine Land Cover (CLC), est marquée par l'importance des territoires agricoles (80,2 % en 2018), une proportion identique à celle de 1990 (80,2 %). La répartition détaillée en 2018 est la suivante : 
prairies (55,4 %), terres arables (24,7 %), forêts (19,4 %), zones urbanisées (0,3 %), milieux à végétation arbustive et/ou herbacée (0,1 %). L'évolution de l’occupation des sols de la commune et de ses infrastructures peut être observée sur les différentes représentations cartographiques du territoire : la carte de Cassini (XVIIIe siècle), la carte d'état-major (1820-1866) et les cartes ou photos aériennes de l'IGN pour la période actuelle (1950 à aujourd'hui).

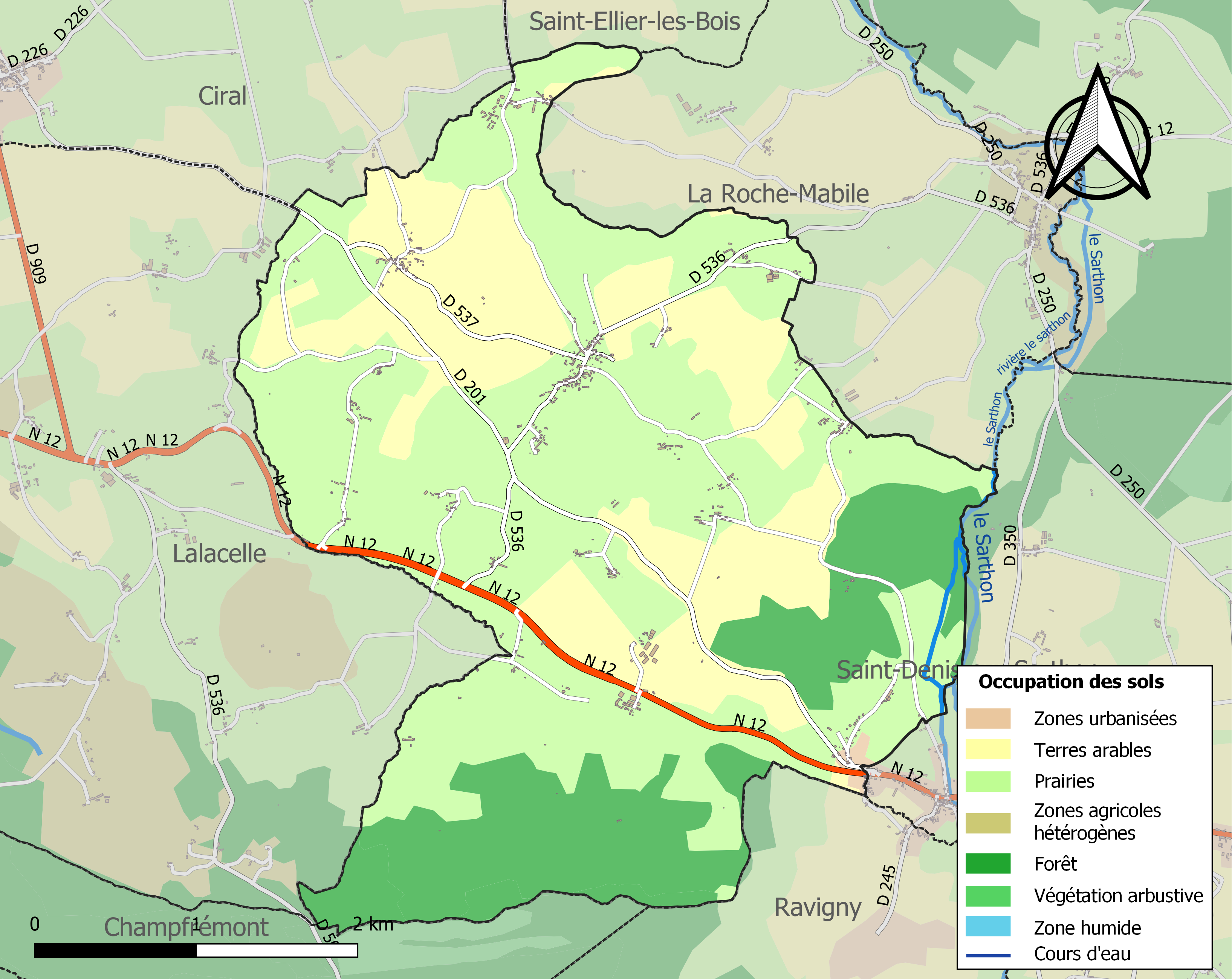
Carte des infrastructures et de l'occupation des sols de la commune en 2018 (CLC).

## Toponymie
Le nom de la localité est attesté sous les formes Mons Guantelen en 1050 puis Mont-Gandelain jusqu'au XVIe siècle, Gandelain au XVIe siècle,. Le processus linguistique appelé durcissement, qui consiste à transformer le son v ou w en g ou b, est une évolution classique dans le passage du latin au français.
Le toponyme est issu d'un anthroponyme germanique tel que Wandalin, Wandalinus ou Vandalin.
Le gentilé est Gandelainais.

## Politique et administration
| Période                                  | Période        | Identité           | Étiquette | Qualité           |
| ---------------------------------------- | -------------- | ------------------ | --------- | ----------------- |
| ?                                        | mars 2001      | Michel Mézière     |           |                   |
| mars 2001                                | septembre 2015 | Jean-Louis Richard | SE        | Employé de banque |
| octobre 2015                             | En cours       | Éric Morin         |           | Agriculteur       |
| Les données manquantes sont à compléter. |                |                    |           |                   |

Le conseil municipal est composé de onze membres dont le maire et trois adjoints.

## Démographie
L'évolution du nombre d'habitants est connue à travers les recensements de la population effectués dans la commune depuis 1793. Pour les communes de moins de 10 000 habitants, une enquête de recensement portant sur toute la population est réalisée tous les cinq ans, les populations de référence des années intermédiaires étant quant à elles estimées par interpolation ou extrapolation. Pour la commune, le premier recensement exhaustif entrant dans le cadre du nouveau dispositif a été réalisé en 2008.
En 2022, la commune comptait 416 habitants, en évolution de +1,96 % par rapport à 2016 (Orne : −3,21 %, France hors Mayotte : +2,11 %).
Gandelain a compté jusqu'à 1 280 habitants en 1846.
| 1793  | 1800  | 1806  | 1821  | 1836  | 1841  | 1846  | 1851  | 1856  |
| ----- | ----- | ----- | ----- | ----- | ----- | ----- | ----- | ----- |
| 1 190 | 1 137 | 1 120 | 1 109 | 1 228 | 1 245 | 1 280 | 1 257 | 1 197 |

| 1861  | 1866  | 1872 | 1876 | 1881 | 1886 | 1891 | 1896 | 1901 |
| ----- | ----- | ---- | ---- | ---- | ---- | ---- | ---- | ---- |
| 1 150 | 1 124 | 982  | 985  | 976  | 974  | 938  | 853  | 838  |

| 1906 | 1911 | 1921 | 1926 | 1931 | 1936 | 1946 | 1954 | 1962 |
| ---- | ---- | ---- | ---- | ---- | ---- | ---- | ---- | ---- |
| 820  | 784  | 702  | 640  | 653  | 567  | 520  | 476  | 465  |

| 1968 | 1975 | 1982 | 1990 | 1999 | 2006 | 2008 | 2013 | 2018 |
| ---- | ---- | ---- | ---- | ---- | ---- | ---- | ---- | ---- |
| 441  | 379  | 387  | 406  | 374  | 411  | 422  | 416  | 415  |

| 2022 | - | - | - | - | - | - | - | - |
| ---- | - | - | - | - | - | - | - | - |
| 416  | - | - | - | - | - | - | - | - |

## Lieux et monuments
- Église Saint-Clair, du XIXe siècle.

## Personnalités liées à la commune
Zélie Guérin (1831-1877), mère de sainte Thérèse de Lisieux est née à Gandelain ; Zélie et Louis Martin, son époux, ont été béatifiés en 2008, et ils sont canonisés le 18 octobre 2015 par le pape François à Rome. Louis et Zélie Martin sont fêtés le 12 juillet.